# Murat Yıldırım
Pour les articles homonymes, voir Yıldırım (homonymie).
Murat Yıldırım (né le 13 avril 1979 à Konya en Turquie) est un acteur et un présentateur de télévision turc.

## Biographie
Il a un diplôme d'ingénieur industriel de l'École Technique Yildiz à Istanbul. Très tôt, il s'intéressa à la musique et au théâtre, ce qui l'a amené à s'inscrire au département d'art dramatique en secondaire. Lorsqu'il était adolescent, Murat joua de la batterie dans un groupe. Il est aussi très connu dans le monde arabe pour son rôle de Demir dans la série culte Asi avec Tuba Büyüküstün.

## Vie privée
Murat Yıldırım a été marié à l'actrice turc Burçin Terzioğlu le 20 juin 2008 jusqu'à leur divorce le 30 juin 2014.
Le 25 décembre 2016, il épouse en secondes noces Iman Albani — Miss Maroc 2006, et première dauphine de Miss Monde Arabe en 2009 — mannequin et actrice marocaine,  dans une cérémonie très médiatisée, après que le président turc Recep Tayyip Erdoğan  lui ait demandé sa main au nom de l'acteur .

## Filmographie
- 2024: Le Jardin Secret: Demir Akçınar
- 2022-2024: Organisation ou Teşkilat: Ömer Atmaca
- 2021: Aziz
- 2020: RAMO : Ramazan KAYA
- 2017 : Ayla : La Fille de la guerre : Mesut
- 2017: ilk opucuk (film)
- 2016 : Gecenin Kraliçesi (série) : "Kartal"
- 2015 : Kocan Kadar Konuş (film comédie romantique) : "Sinan"
- 2014 : Kırımlı (film) : "Sadık Turan" (un lieutenant)
- 2012 : Suskunlar "Les Silencieux" : Ecevit (Serif)
- 2010-2011 : Amour et Punition : Savache Baldar (62 épisodes)
- 2009 : Ey ask nerdesin : un agent de police
- 2007-2009 : Asi : Demir Doğan (71 épisodes)
- 2009 : Pains of Autumn : Behçet
- 2006 : The Abortion : Cenk
- 2006 : The Storm/firtina (48 épisodes) en turc : Ali
- 2005 : Magic Carpet Ride : Pallbearer
- 2004 : The Big Lie : Okan
- 2004 : All My Children : Mesut
- 2003 : Immortal Love : Sedat (2 épisodes)